# ویلیام کروکس (لوکوموتیو)
ویلیام کروکس یک لوکوموتیو بخار ۰-۴-۴ است که اولین لوکوموتیو است که در ایالت مینه سوتا کار می‌کرد و از سال ۱۸۶۱ شروع به کار کرد. این نام از ویلیام کروکس، مهندس مکانیک ارشد راه‌آهن سنت پل و اقیانوس آرام گرفته شده است. او به عنوان سرهنگ و فرمانده هنگ پیاده‌نظام داوطلبانه ۶ مینه سوتا در طول جنگ داخلی آمریکا خدمت می‌کرد. کروکس اولین لوکوموتیوی بود که ۱۰-مایل (۱۶-کیلومتر) مسیر بین مینیاپولیس و سنت پل، را روی خط آهن حرکت کرد.

## نگارخانه

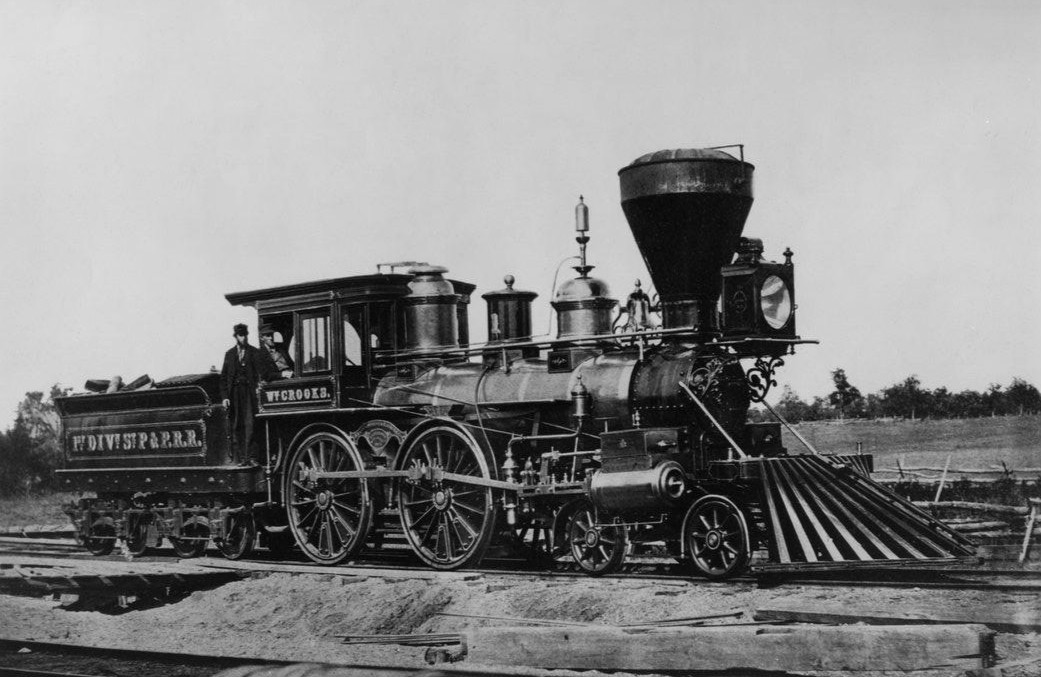
ویلیام کروکس در نزدیکی رودخانه الک، مینه سوتا در سال ۱۸۶۴
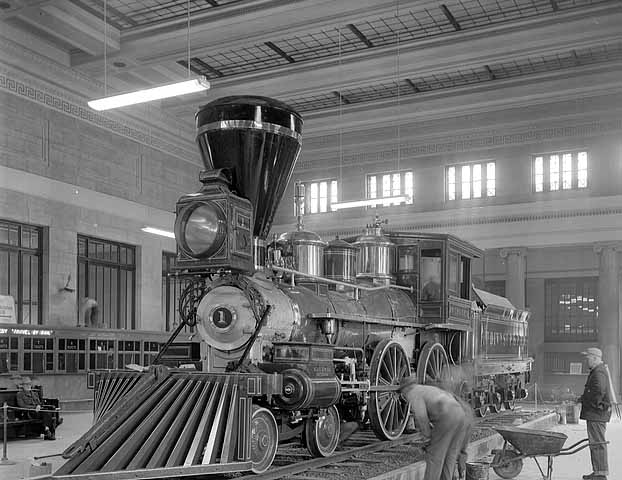
ویلیام کروکس در انبار یونیون سنت پل به نمایش گذاشته می‌شود
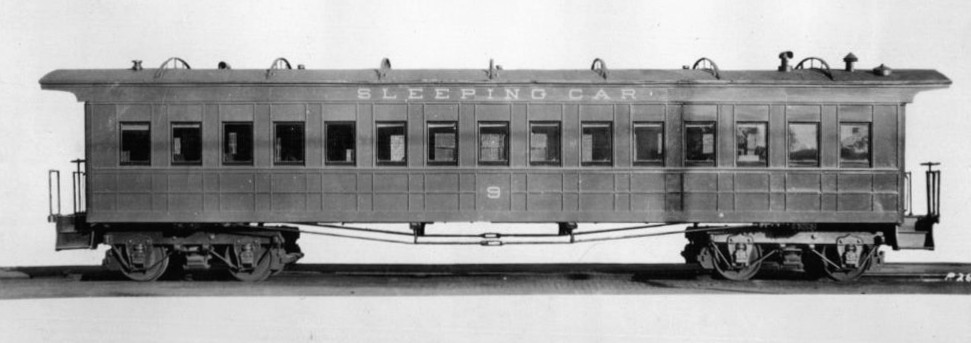
این ماشین خواب پولمن ، اصلی برای قطار، بخشی از تور نمایشگاهی ۱۹۲۴ بود.
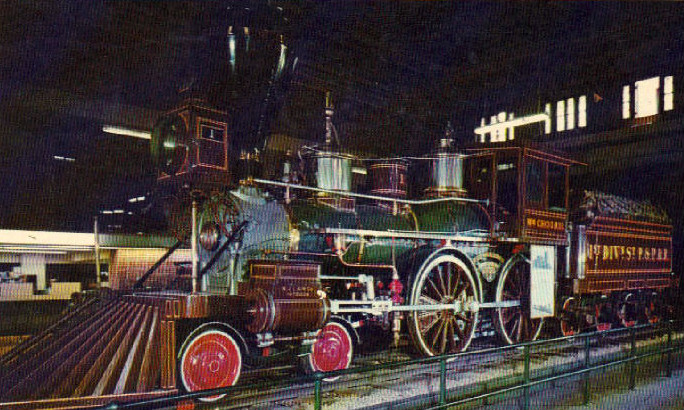
ویلیام کروکس در انبار یونیون سنت پل در سال ۱۹۶۲ به نمایش گذاشته شد
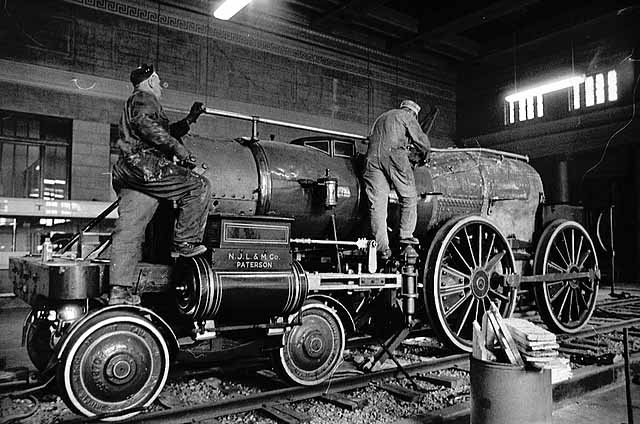
برچیده شدن ویلیام کروکس در آماده سازی برای انتقال به موزه راه آهن لیک سوپریور در سال ۱۹۷۵
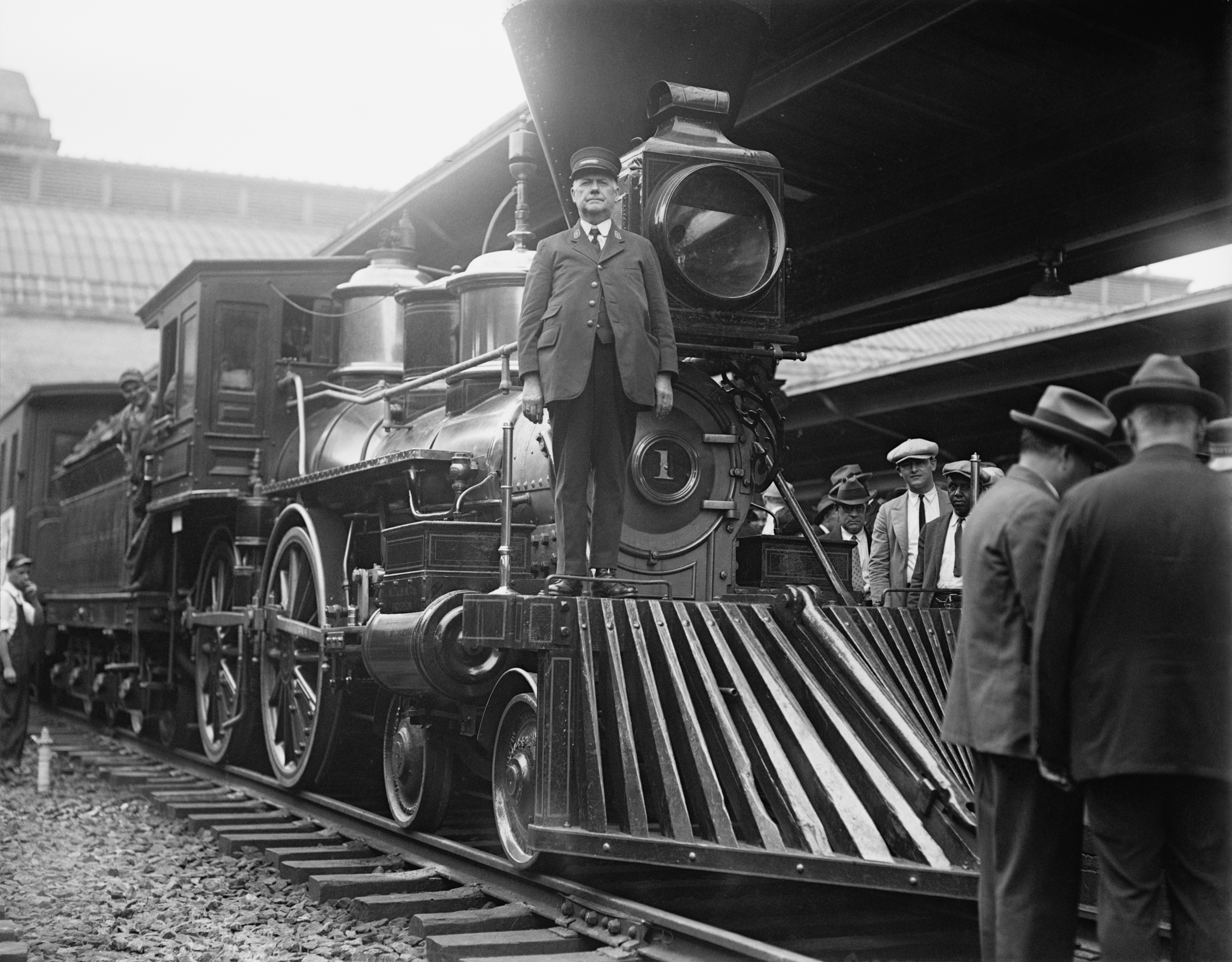
عکس تبلیغاتی ویلیام کروکس در ایستگاه یونیون، واشینگتن دی سی، در ۲۰ سپتامبر ۱۹۲۷ در حالی که در مسیر رفتن به نمایشگاه اسب آهنین بود.
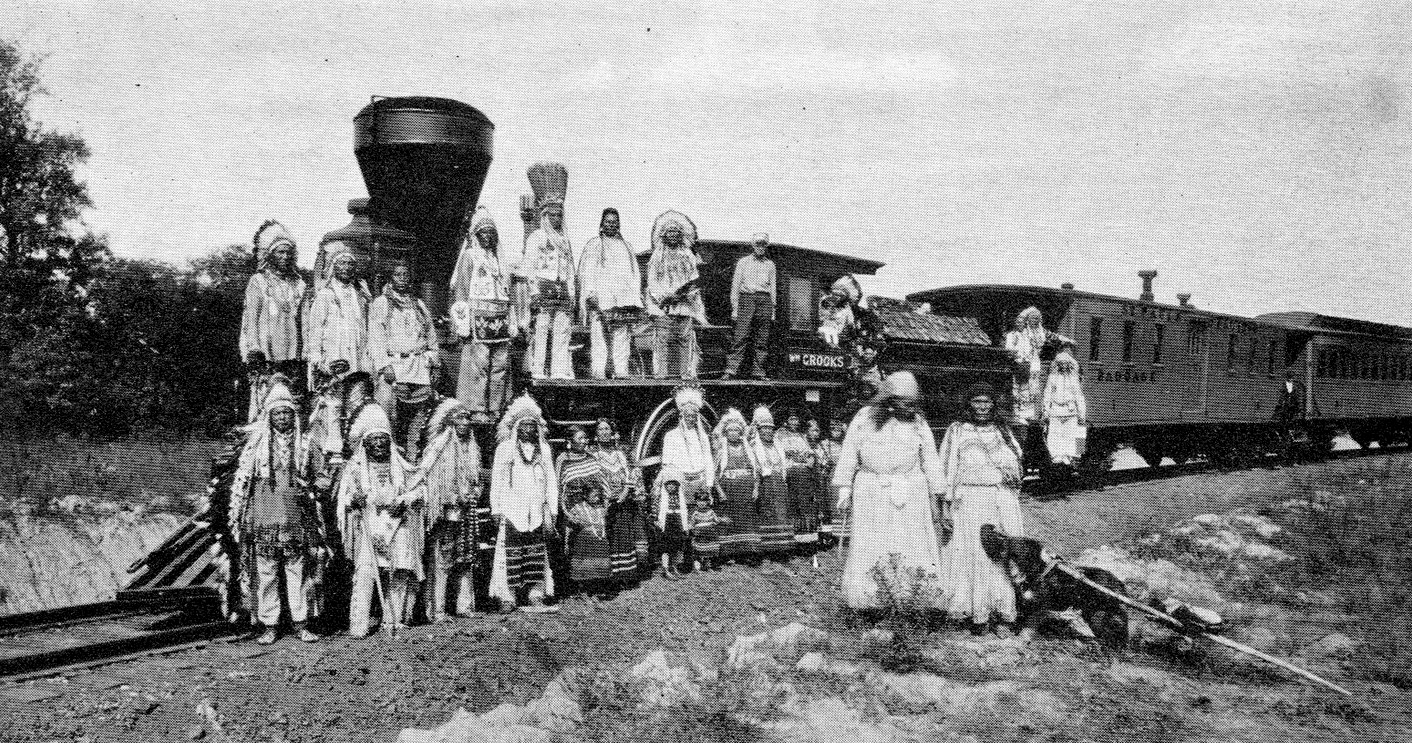
عکس کارت پستال ویلیام کروکس با اعضای قبیله بلک فوت. این عکس در نمایشگاه اسب آهنین در بالتیمور، MD، در سال ۱۹۲۷ گرفته شده است.
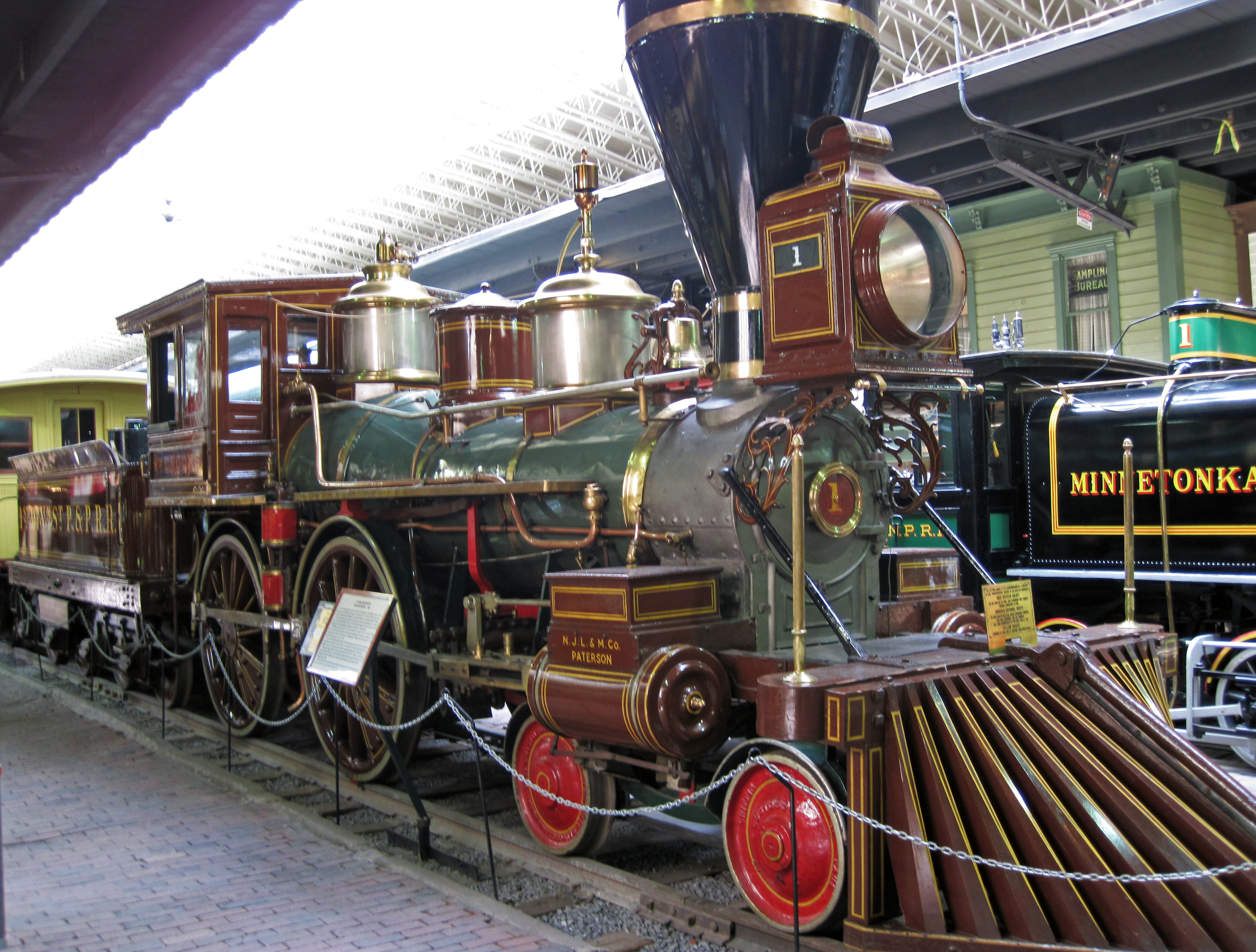
ویلیام کروکس در سال ۲۰۱۵